# Nina Weiss
Nina Weiss es una pintora y maestra del área de Chicago.

## Biografía
Weiss enseñó en la Escuela del Instituto de Arte de Chicago y en el Columbia College Chicago durante 18 años. Weiss ha impartido clases y talleres de pintura, dibujo y color en el área de Chicago y en todo Estados Unidos. Lleva estudiantes a Europa todos los veranos para impartir sus talleres de Pintura y Dibujo de Paisaje Europeo. Su trabajo ha aparecido en The Chicago Art Scene. Artists Home & Studios y Cien artistas del Medio Oeste por E. Ashley Rooney. Su trabajo ha aparecido en dos películas de Hollywood y en la serie de televisión "Chicago Fire". Las exhibiciones incluyen New York Art Expo, J. Petter Galleries, Koehline Art Museum, Union League Cluc y más.
Weiss ha enseñado tres videos educativos de arte, uno para la compañía Prismacolor y dos para la compañía de videos en línea Bluprint. Se lanzará un tercer video de pintura de Craftsy a principios de agosto de 2020.
Weiss recibió una Licenciatura en Bellas Artes en Pintura de la Tyler School of Art, Universidad del Temple en Filadelfia. Asistió a la escuela de posgrado en la Universidad de Wisconsin-Madison a partir de 1980.